# Meki krpelji
Meki krpelji  (stajski krpelji, lat. Argasidae), porodica krpelja, dio je reda Ixodida. Postoji 5 rodova

## Rodovi
1. Antricola Cooley and Kohls, 1942
2. Argas Latreille, 1796
3. Nothoaspis Keirans and Clifford, 1975
4. Ornithodoros Koch, 1844
5. Otobius Banks, 1912

## Vanjske poveznice
|  | Zajednički poslužitelj ima još gradiva o temi Argasidae |
|  | Wikivrste imaju podatke o taksonu Argasidae             |